# Старица (станция)
Эта статья — о железнодорожной станции. Об административном центре Старицкого сельского поселения см. статью Старица (Старицкое сельское поселение)
Ста́рица — железнодорожная станция на участке Торжок — Ржев железнодорожной линии Лихославль — Вязьма, расположенная на территории Старицкого района, в 10 километрах от г. Старицы. Вокруг станции сформировался пристанционный посёлок «станция Старица», в 2012 году получивший статус центра Старицкого сельского поселения.
На станции останавливаются все проходящие её пассажирские поезда — по состоянию на 2012 год 2 пары пригородных в день (Ржев — Торжок) и один дальнего следования (Санкт-Петербург — Смоленск) — через день.

## Дальнее сообщение
| № поезда | Маршрут движения           | № поезда | Маршрут движения           |
| -------- | -------------------------- | -------- | -------------------------- |
| 87       | Санкт-Петербург — Смоленск | 88       | Смоленск — Санкт-Петербург |